# Sitio de Salto
El Sitio de Salto ocurrió durante la Invasión Brasileña de 1864, durante el cual las Fuerzas Armadas de Brasil, del Marqués de Tamandaré y las fuerzas bajo el control del Colorado Venancio Flores trataron con éxito de capturar la ciudad de Salto en Uruguay. El asedio duró desde el 22 de noviembre de 1864 hasta el 28 de noviembre de 1864, los defensores de esta ciudad, enfrentados a un ejército cinco veces superior, habían capitulado para evitar su exterminio. Finalmente, termina cuando el ejército brasileño y las fuerzas coloradas conquistan con éxito conquistado la ciudad.
El coronel Palomeque, defensor de la ciudad. Luego de rendir la ciudad, salió de la misma envuelto en una bandera uruguaya viajó a Montevideo para exponer su vergüenza y rogar a sus superiores ser sometido a un Tribunal Militar.
- Datos: Q7510366